# Paralogismus (Kant)
Der Paralogismus der reinen Vernunft bei Immanuel Kant ist ein Paralogismus, also Fehlschluss, der einen Syllogismus nachahmt, von besonderer philosophiegeschichtlicher Bedeutung. In Kritik der reinen Vernunft bezeichnet er damit die „erste Klasse der dialektischen Schlüsse“, also Schlussfolgerungen, zu denen die Vernunft a priori und notwendigerweise neigt. Dabei handelt es sich um transzendentale Paralogismen.
Als weitere Klassen dialektischer Schlüsse nennt Kant die zu den Antinomien der reinen Vernunft führenden hypothetischen Schlüsse der reinen Vernunft und die disjunktiven Schlüsse der reinen Vernunft, die zum  Ideal der reinen Vernunft (Transzendentales Ideal) führen (Immanuel Kant: AA III, 261–262). Alle dialektischen Schlüsse der reinen Vernunft beruhen auf der Maxime des logischen Gebrauchs der Vernunft „[…] zu dem Bedingten der Erkenntnisse des Verstandes das unbedingte zu finden, wodurch dessen Einheit vollendet wird.“ (Immanuel Kant: AA III, 196)

## Allgemeines
Kant unterscheidet den transzendentalen Paralogismus vom gewöhnlichen Paralogismus, insofern es sich dabei um einen 'materialen', nicht um einen 'formalen' Schlussfehler handeln soll. Der transzendentale Paralogismus hat die Form eines kategorischen Vernunftschlusses.

„Der logische Paralogismus besteht in der Falschheit eines Vernunftschlusses der Form nach, sein Inhalt mag übrigens sein, welcher er wolle. Ein transzendentaler Paralogismus aber hat einen transzendentalen Grund: der Form nach falsch zu schließen. Auf solche Weise wird ein dergleichen Fehlschluß in der Natur der Menschenvernunft seinen Grund haben, und eine unvermeidliche, obzwar nicht unauflösliche Illusion bei sich führen“

Kant stellt sich damit die Aufgabe, den Anspruch der bisherigen Metaphysik, voraussetzungslose Wahrheiten über die Seele, Welt und Gott wirklich auffinden zu können, als falsch zu entlarven. An die Stelle dieses Scheinwissens tritt die Möglichkeit eines rationalen Glaubens.
Inhalt des transzendentalen Paralogismus der Vernunft ist die Seele als Substrat der Erkenntnis. Kant kritisiert indirekt den berühmten Satz des Descartes: Cogito, ergo sum (dt.: Ich denke also bin ich). Zwar setzt auch Kant etwas voraus, das die Einheit des Bewusstseins garantiert. Diese Voraussetzung ist der Erkenntnis aber nur als Funktion zwischen Vorstellungen zugänglich. Diese funktionale Vorstellung des Ich ist sowohl von einer Seele als auch von der empirischen Selbsterfahrung zu unterscheiden. Mit dieser Unterscheidung erweisen sich die transzendentalen Paralogismen der reinen Vernunft für Kant als hinfällig.
Kant behauptet nun, dass jedes Projekt einer rationalen Psychologie diese Paralogismen voraussetzt. Sie ist nach ihrem Begründer, dem Philosophen Christian Wolff (1679–1754), von aller empirischen Psychologie abzugrenzen. Rationale Psychologie, die sich mit dem Denken befasst, ist somit auch nach Kant ein Gegenstand der Metaphysik. Wird die Kategorie der Substanz auf das Denken angewendet, so wird damit Kant zufolge eine materielle Vorstellung erweckt. Bei der Verdinglichung des Denkens entstehe ein dialektischer Schein. Die Seele habe kein Dasein, aber auch kein Nichtsein. Sie bleibe eine unverzichtbare transzendentale Idee.

„Demnach bedeutet der Ausdruck Ich, als ein denkend Wesen, schon den Gegenstand der Psychologie, welche die rationale Seelenlehre heißen kann, wenn ich von der Seele nichts weiter zu wissen verlange, als was unabhängig von aller Erfahrung (welche mich näher in concreto bestimmt) aus diesem Begriffe Ich, sofern er bei allem Denken vorkommt, geschlossen werden kann“